# Харківський моторобудівний завод «Серп і Молот»

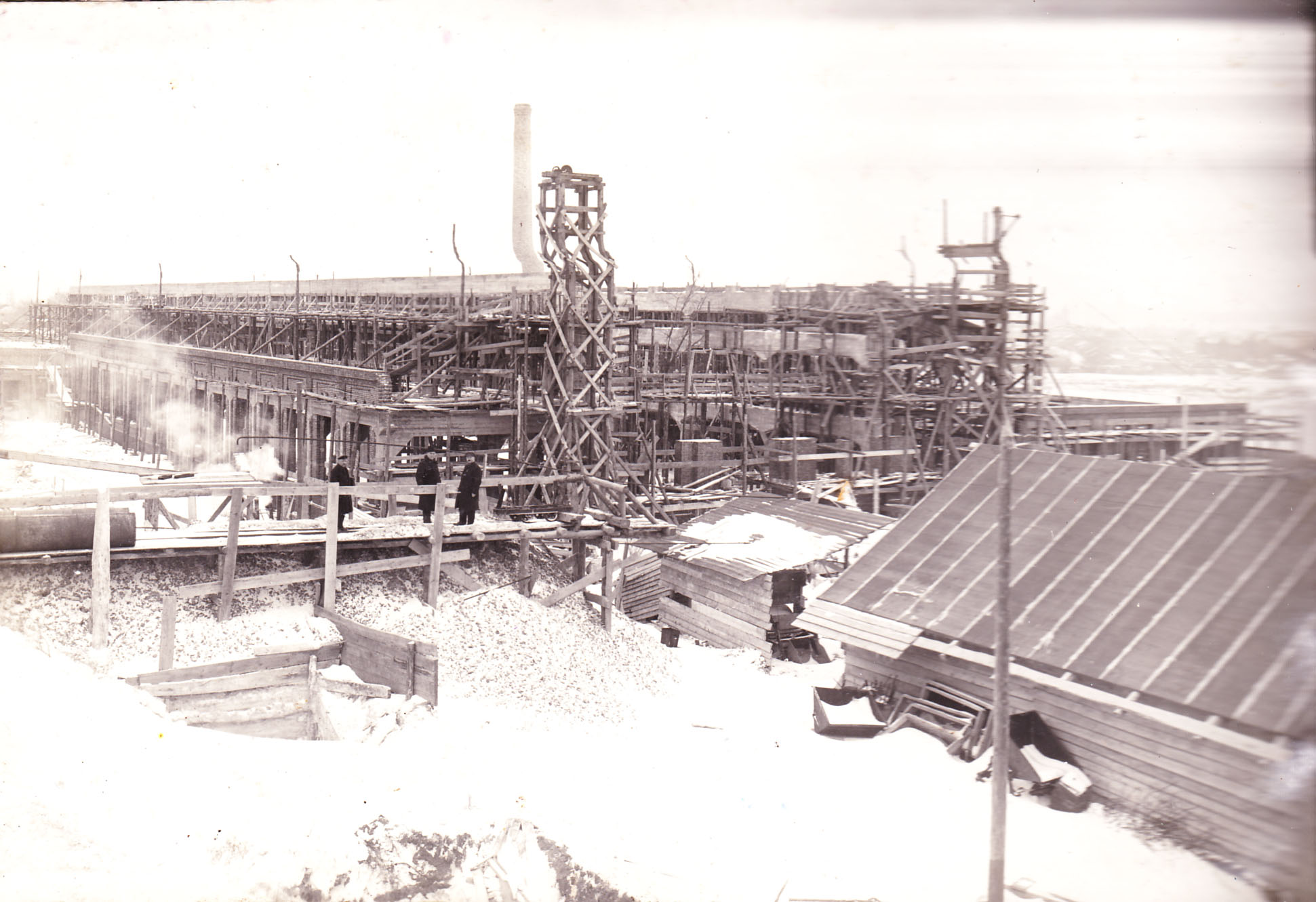
1925. Будівництво ливарного цеху

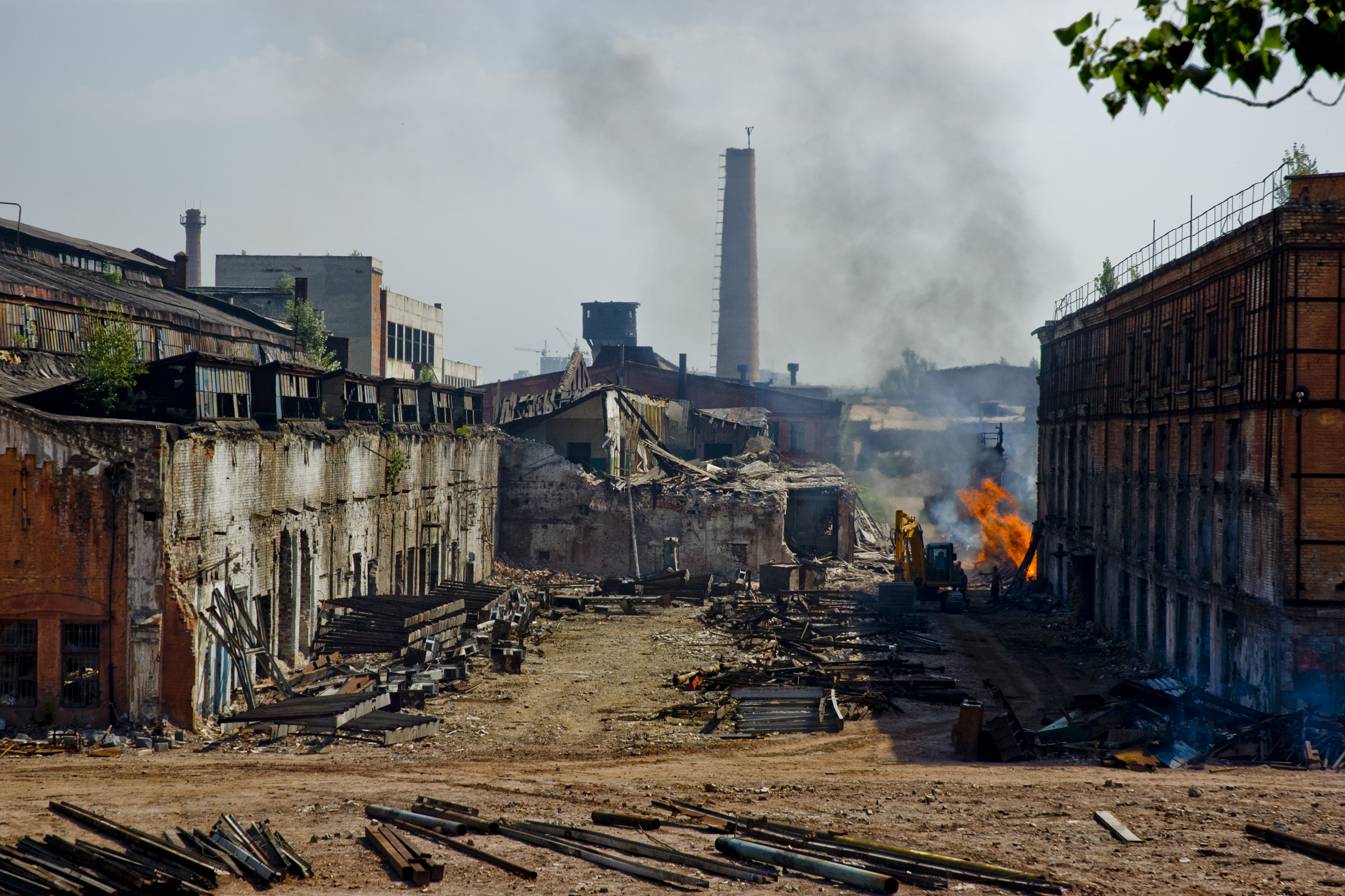
Руйнування будівель заводу, 2008

Харківський моторобудівний завод «Серп і Молот», одне з найстаріших підприємств сільськогосподарського машинобудування України. Припинило роботу та було знесено у першому десятиріччі 21 сторіччя.

## Історія
Завод з виробництва сільськогосподарських машин і знарядь акціонерної компанії «Товариство М. Гельферіх-Саде» — одне з найстаріших підприємств Харкова. Воно було створено в 1882 році в Харкові на базі механічних майстерень, заснованих в 1878 році.
На кінець 1917 року на заводі налічувалося майже 3000 робітників. Основними цехами були: ливарний, ковальський, токарний, слюсарний, столярний, ремонтний, котельний, силова станція і цех з виробництва оборонної продукції. У них вироблялося 120 видів виробів для сільського господарства: плуги, борони, рядові сівалки, кінні молотарки, віялки, січкарні, сінешні преси, коренерізки, жмиходробілки та ін.
4 (17) січня 1918 року Рада Народних Комісарів видала Декрет про націоналізацію підприємства.
У 1922 році підприємство було перейменовано в "Перший державний завод сільськогосподарського машинобудування «Серп і молот».
У 1923 — до підприємства приєднано раніше націоналізований Харківський завод сільськогосподарських машин Мельгозе
У 20-і роки завод був реконструйований та освоїв виробництво нових видів сільгосптехніки, в тому числі тракторної молотарки МК-1100.
У серпні 1941 року завод був евакуйований в центральні райони СРСР та на Урал. На його базі було створено три нових заводи, які випускали продукцію для потреб фронту.
Після визволення Харкова в серпні 1943 року почалося відновлення підприємства. У 1944 році завод випустив перші молотарки МК-1100.
З 1949 року поряд з виготовленням молотарок завод почав освоювати випуск бензинових двигунів У5-М потужністю 40 к.с. для причіпних комбайнів РСМ-6.
У 1950 році «Серп і молот» став першим в СРСР спеціалізованим підприємством з випуску комбайнових двигунів. Вперше в практиці радянського сільгоспмашинобудування була проведена істотна реконструкція підприємства та освоєно випуск нового класу продукції без зупинки виробництва. Завод освоїв випуск уніфікованих двигунів СМД-14, що дозволило припинити випуск моторів на Харківському і Волгоградському (РФ) тракторних заводах і значно збільшити там випуск тракторів.
У 70-х роках завод став головним підприємством об'єднання, до якого також увійшли Харківський завод пускових двигунів і Головне спеціалізоване конструкторське бюро по двигунах середньої потужності.
У 1980-х роках в цехах заводу працювали 40 автоматичних і 120 потокових ліній. Підприємство освоїло серійний випуск двигунів СМД-23 і СМД-31 потужністю 160 і 200 к.с. для зернозбиральних комбайнів типу «Дон».

### Закриття
З настанням незалежності України та початком економічної кризи, в 1990-ті, роки завод потрапив у важку ситуацію і був перетворений у Відкрите акціонерне товариство. Значною мірою проблеми заводу були пов'язані з низькою якістю продукції, що випускається, що опинилася неконкурентноспроможною в умовах ринкової економіки, та значним зниженням замовлення сільгосптехніки з боку підприємств-замовників. Статутний фонд ВАТ склав 2,43 млн гривень, з яких 63,59 % акцій підприємства належали державі, 26 % — лізингової компанії «Украгромашінвест». У 2002 році завод виробив тільки 275 двигунів, при виробничої потужності 200 тисяч двигунів на рік.
3 жовтня 2005 року Господарський суд Харківської області визнав банкрутом завод «Серп і Молот». На колишній території заводу планується розмістити офісні, житлові, виробничі, складські, торговельні та розважальні об'єкти. Передбачається знести частину заводських будівель, а частину піддати реконструкції.
25 березня 2013 Кабінетом міністрів України планувалося створення нового технологічного комплексу виробництва сучасних готових лікарських засобів на 800—1000 нових робочих місць. На території колишнього першотравневого «Хімпрому» або колишнього харківського заводу «Серп і молот».